# 張元幹
張元幹（1091年—1170年），字仲宗，福建路福州永福县嵩口乡月洲村（今福州市永泰县嵩口镇月洲村）人，自號蘆川居士、真隱山人，南宋初期詞人。

## 生平

### 早年
元祐六年（1091年）生。世代仕官之家。祖父張肩孟，皇祐五年（公元1053年）進士，生有五子。伯父張勵，熙寧六年（1073年）進士；張勸，元符三年（1100年）進士。幼子張動（又名張安道、張几道）即張元幹父親，進士出身，於宋徽宗祟寧年間，任鄴縣（今河北臨漳市）知縣。
早歲喪母。徽宗政和初年，隨父入汴京為太學上舍生，《宣政名賢題跋》中有何栗詞，稱張元幹為「予太學同舍郎」，由此可見張元幹曾為太學生，然未聞舉進士。年少時，即有大志及志於學。《陇头泉》云：「少年时，壮怀谁与重论⋯⋯奏公车、治安秘计，乐油幕⋯⋯，坐看同辈上青云。事大谬，转头流落⋯⋯」。其時所創之詩，已廣為人頌，如政和二年所創之《菩萨蛮》和《風流子》，毛晉《芦川词跋》形容“人称其长于悲愤⋯⋯又极妩秀之致”。

### 仕途
張元幹大約於政和二年間入仕。據《祭祖母劉氏文》後記中稱「元幹獲緣職事，道過墓下」，時為宣和元年（1119年）八月，可見其時張元幹已出仕，時年二十九。
宣和七年（1125年）任陳留縣（今開封市陳留鎮）縣丞，與陳與義等来往唱和。此時其詩廣得大名，周必大於《益公題跋卷二》稱他“在政和、宣和年間，已能樂府聲”。

### 流放
宣和七年十月，金人包圍汴京。靖康元年（1126年）正月，張元幹任東京四壁守禦使、親征行營使李綱之僚屬、兵房，積極參與抗金。九月，朝廷主和派佔上風，貶抑李綱。張元幹獲罪至安徽淮上。後因金兵攻陷徐州、遂至湖州避難，與沈琯相識。紹興元年辭官。
紹興八年（1139年）李綱反對向金議和被免職，罷居福建長樂。張元幹同情李綱，紹興九年（公元1139年）創作了《賀新郎．寄李伯紀丞相》以表達對李綱的支持及抗金之志。同年，樞密院編修官胡銓亦上書，上書請斬主和派秦檜、王倫、孫近，遭秦檜迫害流放。紹興十年，李綱去世，張元幹作《挽少師相國公李公五首詩》悼念。
紹興十二年（1142年），胡銓流放新州（今廣東新興縣）任編管，胡銓因得罪秦檜而朝中無人與立談，「士大夫畏罪箝舌之苦，莫敢與立談」。張元幹不顧當時政局，冒政治風險，撰寫《賀新郎．送胡邦衡待制》送行，表達其對投降派之不滿及對胡銓之支持。秦檜於紹興二十一年（公元1151年）得知此事，興獄把張元幹從福州逮捕至臨安審訊，翌年初被除名削籍。

### 晚年
除籍後，張元幹遂至江南。紹興二十三年起，先後於蘇州、虎丘、鎮江鶴林山寺、福州等地遊覽。紹興二十六年曾返臨安，寓居西湖，識周德友。紹興三十年，七十歲時作《上平江陳侍郎十絕》以追憶陳瓘平生言行，並慨嘆自紹興元年辭官歸故里已三十年，已成七十老翁，恐懼失墜。紹興三十一年（1161年），至吳江等地，應陳正同之邀為陳瓘《了堂文集》編次。同年逝於平江（今蘇州）。宋寧宗嘉定（公元1219年），孫張欽臣刊《蘆川歸來集》稱「蘆川歸葬閩之螺山」。有一子張靖。

## 評價
張元幹詞集為《蘆川詞》，存詞一百八十多首。其詞的數量以婉麗之作居多，言之有物，在北宋末年即以詞著稱於時，存詞一百八十餘首，早年詞肩隨秦觀、周邦彥，詞風清麗，南渡後一變而為慷慨悲涼。此等水平足以證明宋代豪放志士之詞已進入成熟的意境。張元幹性情開朗，雖屢遭挫折，不曾灰心，也沒有衰邁之態。他的詞在北宋末已很有名，風格略近於周邦彥。南渡以後，則多激昂慷慨之作。
張元幹繼承了蘇軾開創的豪放派的詞風，又通過自己的創作實踐，使詞的內容更緊密地與現實鬥爭結合起來，對宋辛棄疾等很多優秀詞人都起了重要的影響。
- 蔡戡稱其「文詞雄健、氣格豪邁⋯⋯有唐人風」。[19]
- 毛晉稱其詞「長於悲憤，及讀花庵、草堂所選，極嫵秀之致；堪與片玉、白石並垂不朽。」[20][21]
- 《四庫全書總目．蘆川詞提要》的評價：「慷慨悲歌，數百年後，尚想其抑塞磊落之氣。」[22]
- 永瑢稱其以「寄李綱一篇⋯⋯聲動簡外。然其他作則清新婉麗⋯⋯與秦觀、周邦彥並肩。」[23]